# Union héréditaire
L’Union héréditaire est l'acte par lequel la couronne de Suède fut déclarée héréditaire dans la maison de Vasa. 
Cet acte, qui rejeta la monarchie élective au profit des descendants mâles de Gustave Ier Vasa, fut adopté par la diète d'Örebro en 1540, et confirmé en 1544 par celle de Västerås. La diète de Norrköping en 1604 le renouvela une deuxième fois, en élargissant la succession aux femmes.